# Wiener (Familienname)
Wiener ist ein deutscher Familienname.

## Herkunft und Bedeutung
Wiener ist ein Herkunftsname für einen Bewohner aus Wien.

## Namensträger
- Alexander Solomon Wiener (1907–1976), US-amerikanischer Serologe
- Alfred Wiener (Architekt) (1885– um 1977), deutscher Architekt
- Alfred Wiener (Publizist) (1885–1964), deutscher Publizist
- Anna Wiener-Pappenheim (1868–1946), deutsche Kindergärtnerin und Fröbelpädagogin
- Antje Wiener (* 1960), deutsche Politikwissenschaftlerin
- Berta Wiener, Geburtsname von Berta Waterstradt (1907–1990), deutsche Hörspiel- und Drehbuchautorin, Erzählerin und Dramatikerin
- Christian Wiener (1826–1896), deutscher Mathematiker, Professor der darstellenden Geometrie
- Christoph Wiener-Pucher (* 2006), österreichischer Fußballspieler
- Claudia Wiener (* 1964), deutsche Altphilologin
- Eduard Wiener von Welten (1822–1886), österreichischer Bankier
- Élisabeth Wiener (* 1946), französische Schauspielerin und Sängerin
- Ernst Cohn-Wiener (1882–1941), deutscher Kunsthistoriker, Veröffentlichungen zu islamischer, jüdischer und asiatischer Kunst
- Friedrich Wilhelm Wiener (1884–spätestens 1921), deutscher Mathematiker
- Heinrich Wiener (1834–1897), deutscher Jurist und Richter am Reichsoberhandelsgericht
- Heinrich Müller-Wiener (1894–1967), deutscher Biologe und Botaniker
- Hermann Wiener (1857–1939), deutscher Mathematiker, Arbeiten zu den Grundlagen der Geometrie
- Hugo Wiener (1904–1993), österreichischer Komponist und Kabarettautor
- Ingrid Wiener (* 1942), österreichische Künstlerin und Köchin
- Jacob Wiener (1815–1899), belgischer Graveur von Münzen, Medaillen und Briefmarken
- Jean Wiener (1896–1982), französischer Filmkomponist
- Josef Wiener (1866–1928), deutscher Schriftsteller
- Julia Wiener (1935–2022), israelische Schriftstellerin und Übersetzerin
- Jürgen Wiener (* 1959), deutscher Kunsthistoriker und Hochschullehrer
- Karl von Wiener (1863–1945), österreichischer Richter
- Karl Wiener (Architekt) (1879–1929), deutscher Architekt
- Karl Wiener (Komponist) (1891–1942), österreichischer Komponist
- Karl Wiener (Grafiker) (1901–1949), österreichischer Zeichner und Grafiker
- Klaus Wiener (* 1962), deutscher Politiker (CDU)
- Leopold Wiener (1823–1891), belgischer Bildhauer, Graveur und Medailleur
- Lionel Wiener (1878–1940), belgischer Eisenbahningenieur
- Louis Wiener (1781–1842), deutscher Politiker, Landtagsabgeordneter Großherzogtum Hessen
- Manfred Wiener (1961–2013), österreichischer Musiker, Komponist und Arrangeur sowie Musikpädagoge
- Martina Müller-Wiener (* 1960), deutsche Islamische Archäologin
- Max Wiener (1882–1950), deutscher Rabbiner, Philosoph und Theologe
- Max Wiener (Rennfahrer) (1947–1996), österreichischer Motorradrennfahrer
- Meir Wiener (Historiker) (1819–1880), deutscher Lehrer und Historiker
- Meir Wiener (Literaturwissenschaftler) (1893–1941), polnisch-österreichischer Schriftsteller und Literaturwissenschaftler
- Norbert Wiener (1894–1964), US-amerikanischer Mathematiker
- Oskar Wiener (1873–1944), deutsch-tschechoslowakischer Schriftsteller
- Oswald Wiener (1935–2021), österreichischer Schriftsteller, Künstler und Wissenschaftler
- Otto Wiener (Physiker) (1862–1927), deutscher Physiker
- Otto Wiener (Sänger) (1911–2000), österreichischer Sänger (Bariton)
- Paul Wiener (1495–1554), evangelischer Theologe
- Peter Wiener (* 1958), österreichischer Bildhauer
- Philipp Wiener (1785–1866), deutscher Politiker, Landtagsabgeordneter Großherzogtum Hessen
- Ralph Wiener (1924–2024; Pseudonym von Felix Ecke), deutsch-österreichischer Kabarettist und Autor
- Richard Wiener (* 1927), deutschamerikanischer Patentanwalt und Ehrenbürger der Lutherstadt Wittenberg
- Rudolf Wiener-Welten (1864–1938), österreichischer Gutsherr
- Sarah Wiener (* 1962), österreichische Fernsehköchin und Gastronomin
- Scott Wiener (* 1970), US-amerikanischer Jurist und Politiker
- Simon Wiener (* 1994), Schweizer Violinist
- Wilhelm Wiener (Journalist) (1828–1890), österreichischer Journalist und Politiker
- Wilhelm Wiener, Pseudonym von Minna Kautsky (1837–1912), österreichische Schauspielerin und Schriftstellerin
- Wilhelm Wiener (Musiker) (1838–1895), Violinist
- Wolfgang Müller-Wiener (1923–1991), deutscher Bauforscher
- Zelko Wiener (1953–2006), österreichischer Medienkünstler